# Альфонс Горбах
Доктор Альфонс Горбах (нім. Alfons Gorbach; 15 серпня 1898, Імст — 31 липня 1972, Грац) — австрійський політик, Федеральний канцлер Австрії у 1961—1964 роках.

## Біографія
Горбах брав участь у Першій світовій війні й у жовтні 1917 року отримав поранення в ногу.
Вже за часів Першої республіки він проявляв політичну активність. З 1929 по 1932 він був членом муніципальної ради міста Грац, а з 1937 по 1938 роки він представляв Грац у парламенті Австрії. Після аншлюсу Австрії Горбаха було ув'язнено у концтаборі Дахау й 1944 року був переведений до Флоссенбургу, де він залишався до закінчення війни.

### Політична кар'єра
Після війни його було обрано до Національної ради Австрії. Розпочавши політичну кар'єру 1945 року, він став четвертим федеральним канцлером з 1961 по 1964 роки. Після виборів 1959 року Австрійська народна партія стала другою найбільшою партією в країні. Після падіння довіри до Юліуса Рааба головою АНП став Горбах, обраний на восьмому позачерговому з'їзді партії. Губернатор Штирії Йозеф Крайнер, підтримав обрання Горбаха на пост голови партії.
1961 року Горбах, після відставки Юліуса Рааба, став Федеральним канцлером Австрії. З падінням популярності в АНП більшість членів партії висловились проти кандидатури Альфонса Горбаха. Невдовзі, у вересні 1963 року Йозефа Клауса було обрано новим головою партії. Горбах пішов у відставку в лютому 1964 року і Клаус розпочав перемовини про нову коаліцію. Згодом останній зайняв пост Федерального канцлера. Горбах повернувся до політики, ставши 1964 року депутатом Національної ради, і зберігав своє місце до 1970 року. В Австрійській народній партії, його було обрано прижиттєвим почесним головою.